# Operazione Restore Democracy
L'operazione Restore Democracy è stato un intervento militare effettuato in Gambia a partire dal 19 gennaio 2017 da parte di alcuni membri della Comunità economica degli Stati dell'Africa occidentale (ECOWAS).
L'intervento è stato deciso dopo la sconfitta elettorale del presidente uscente Yahya Jammeh alle elezioni presidenziali del dicembre 2016, vinte da Adama Barrow; Jammeh, che aveva  preso il potere con un colpo di stato nel 1994, non ha riconosciuto la sconfitta e ha dichiarato lo stato d'emergenza per 90 giorni.
L'Italia tramite il viceministro degli Affari Esteri Mario Giro e l'Unione europea hanno appoggiato l'ECOWAS contro il presidente uscente Jammeh.

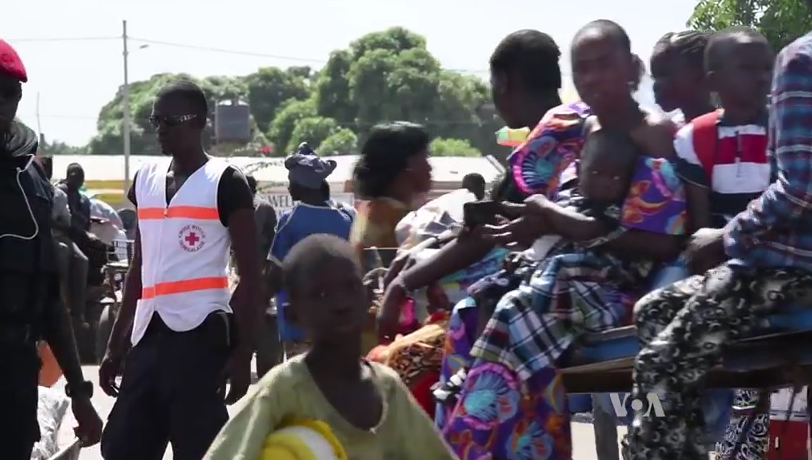
Profughi gambiani sul confine senegalese a Karang assistiti dalla Croce Rossa Senegalese.

## Operazioni militari
Il 18 gennaio 2017 le truppe senegalesi si sono spostate verso il confine con il Gambia.
Alle ore 19:00 UTC+0 del 19 gennaio le prime truppe senegalesi sono entrate in Gambia e durante l'inizio delle operazioni sono stati arrestati una trentina di militari gambiani dalle truppe senegalesi e sono stati portati su quattro pick up nel centro abitato senegalese di Séléti e poi a Diouloulou per un secondo interrogatorio.
Gli unici scontri di rilievo ci sono stati nel paese di confine di Kanilai, luogo natale di  Yahya Jammeh che è stato bombardato dalle truppe senegalesi dirette a Banjul. 
Più di 45 000 gambiani sono sfollati in Senegal e anche 3 500 turisti britannici sono stati evacuati; 129 rifugiati gambiani sono stati ospitati nella Piscine Olympique Nationale di Dakar dove è stata installata una cellula di crisi.
Una corvetta della marina nigeriana della Classe P18N, la NSS Unity ha attuato un blocco navale.

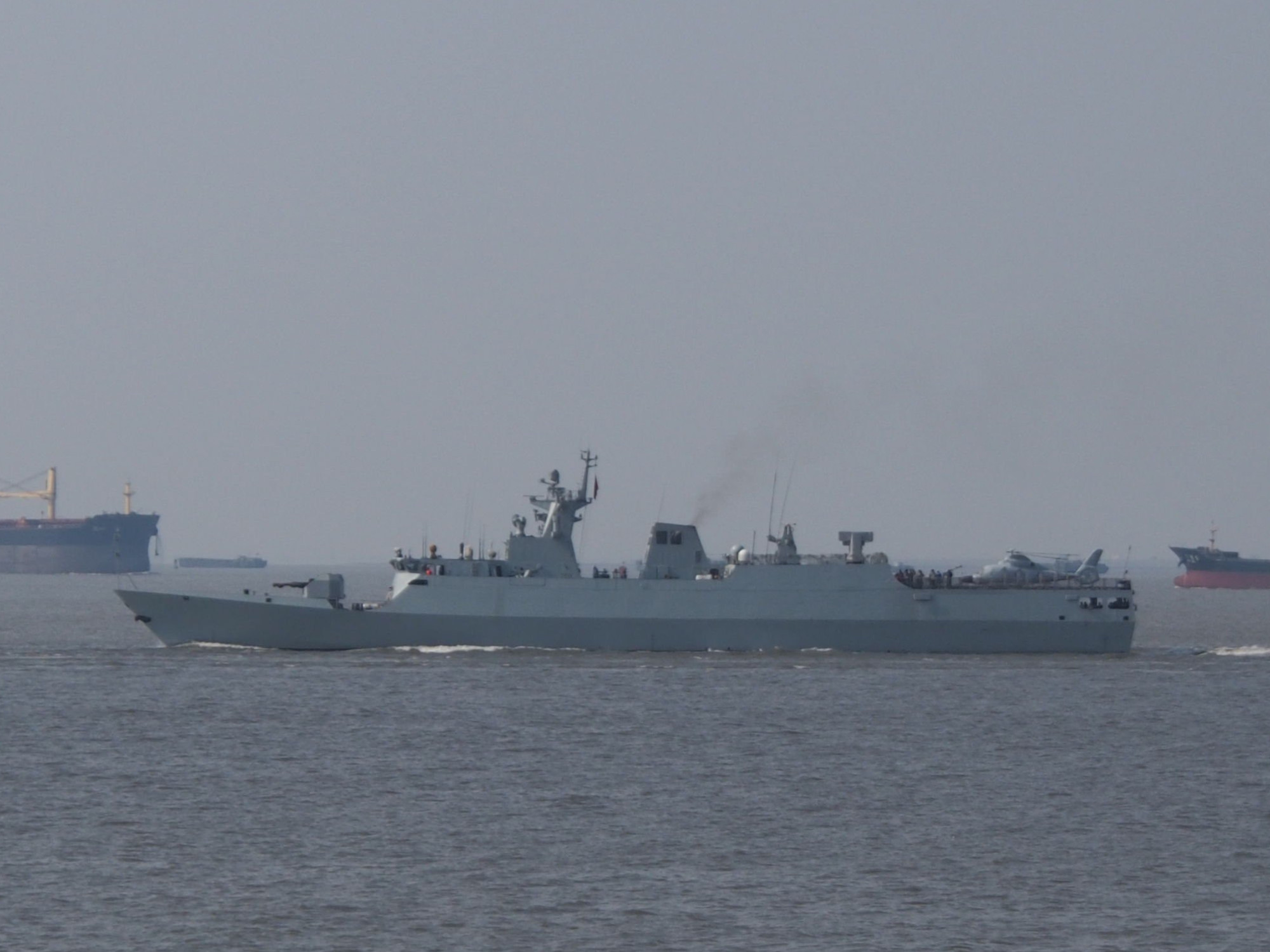
La corvetta NSS Unity usata dalla marina nigeriana per attuare il blocco navale al Gambia.

Jammeh aveva richiesto il 20 gennaio un ulteriore ultimatum fino alle 16 UTC+0 prorogando quello dell'ECOWAS di quattro ore per lasciare il potere, l'invasione si era temporaneamente fermata ma Jammeh non ha rispettato neanche quest'ultimatum.
Jammeh nei giorni precedenti l'invasione ha richiesto l'appoggio di circa 2 000 mercenari da Liberia, Sierra Leone e Mali a cui si sono aggiunti i ribelli antisenegalesi del MFDC e hanno fissato il loro quartier generale a Kanifing, vicino alla capitale Banjul.
Il 21 gennaio Jammeh ha deciso di lasciare il potere con un messaggio alla GRTS, la televisione di stato gambiana e di andare in esilio in Guinea assieme alla sua famiglia ed è partito dall'aeroporto di Banjul diretto a Conakry su un jet Dassault Falcon 900EX offerto dal presidente guineano Alpha Condé che l'ha accompagnato in aeroporto.